# Ipotiroidismo
L'ipotiroidismo o insufficienza tiroidea è una sindrome clinica del sistema endocrino che consegue ad un deficit degli ormoni tiroidei (triiodotironina e tetraiodotironina o tiroxina) prodotti dalla tiroide e che comporta una riduzione generalizzata di tutti i processi metabolici dell'organismo.
Questo disturbo endocrino può causare una serie di sintomi quali stanchezza, scarsa capacità di tolleranza al freddo e aumento di peso. Nei bambini, l'ipotiroidismo porta a ritardi nella crescita e nello sviluppo intellettuale. La diagnosi di ipotiroidismo, quando sospettata, può essere confermata con esami del sangue che misurano i livelli di ormone tireostimolante (TSH) e quelli della tiroxina.
Globalmente, la scarsità di iodio nella dieta è la più comune causa di ipotiroidismo. Nelle popolazioni che godono di una corretta alimentazione la causa più comune è invece la tiroidite di Hashimoto, una malattia autoimmune. Cause meno comuni includono: un precedente trattamento con iodio radioattivo, lesioni all'ipotalamo o alla ghiandola pituitaria anteriore, l'assunzione di alcuni farmaci, la mancanza di una tiroide funzionante alla nascita o un precedente intervento chirurgico alla tiroide.
L'ipotiroidismo può essere ben trattato con la levotiroxina, il cui dosaggio viene regolato in base ai sintomi e alla normalizzazione dei livelli di tiroxina e TSH. Nei paesi occidentali, l'ipotiroidismo si verifica nel 0,3%-0,4% degli individui. La patologia può inoltre interessare gli animali, in particolare il cane, e con una minor incidenza anche gatti o cavalli.

## Storia

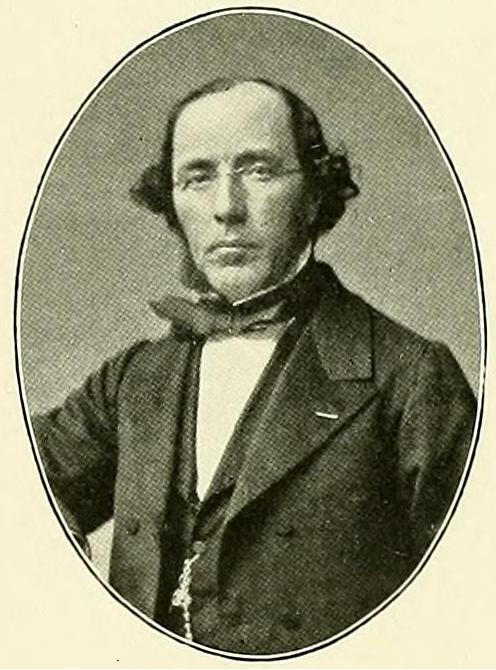
Gaspard Adolphe Chatin propose che il gozzo endemico fosse dovuto all'insufficiente assunzione di iodio.

La correlazione tra tiroide e mixedema è stata trovata verso la fine del XIX secolo, quando si è notato un miglioramento dei sintomi nelle persone o animali a cui era stata tolta la tiroide e sostituita con tessuto tiroideo animale. Lo iodio era stato scoperto nelle alghe nel 1811 da Bernard Courtois e la sua assunzione è stata collegata con le dimensioni del gozzo nel 1820 da Jean-Francois Coindet. Nel 1852, Gaspard Adolphe Chatin propose che il gozzo endemico fosse dovuto alla non sufficiente assunzione di iodio e Eugen Baumann dimostrò la sua presenza nel tessuto tiroideo nel 1896.
Nel 1891 il medico inglese George Redmayne Murray iniettava per via sottocutanea un estratto della tiroide di pecora, sostituendolo poco dopo con una formulazione orale. La tiroxina purificata è stata introdotta nel 1914 e nel 1930 quella sintetica si è resa disponibile, anche se l'estratto animale di tiroide essiccata è rimasto ampiamente utilizzato. La liotironina è stata identificata nel 1952.

## Epidemiologia
Nell'ambito dei lavori scientifici che hanno analizzato l'epidemiologia dell'ipotiroidismo, particolare importanza riveste lo studio della popolazione della contea di Whickham in Gran Bretagna, condotto per due decadi a partire dalla metà degli anni '70, che ha fornito dei dati di riferimento per i Paesi occidentali, evidenziando una prevalenza di ipotiroidismo spontaneo nel sesso femminile pari al 7,7% (che diventa 9,3% se inclusi i casi di ipotiroidismo iatrogeno) e nel sesso maschile pari all'1,3%.
Questi dati sono stati successivamente confermati da un altro lavoro epidemiologico significativo, lo studio NHANES III, condotto su oltre 17 000 abitanti degli Stati Uniti negli anni 1988-1994, che ha evidenziato una prevalenza di ipotiroidismo pari al 4,6% nella intera popolazione considerata. Quest'ultimo studio, ha inoltre chiaramente dimostrato che la grande maggioranza degli ipotiroidismi riscontrati è rappresentata in realtà da forme sub-cliniche (4,3% dei casi), cioè pauci-sintomatiche e caratterizzate biochimicamente dalla sola elevazione del TSH. Solo una minoranza degli ipotiroidismi riscontrati risulta invece clinicamente significativa (0,3% dei casi) e in particolare caratterizzata dalla elevazione del TSH e dalla riduzione di FT3 e FT4.
Si stima che in tutto il mondo vi siano circa un miliardo di persone con carenza di iodio. Tuttavia, non è noto quanto spesso ciò si traduce in ipotiroidismo. In ampi studi effettuati su popolazione dei paesi occidentali con sufficiente iodio nella dieta, l'ipotiroidismo manifesto è stato rilevato nello 0,3-0,4% degli individui.
Tra costoro, l'80% ha un livello di TSH al di sotto della soglia dei 10 mIU/l che è considerata come la soglia per il trattamento. I bambini con ipotiroidismo subclinico, spesso recuperano la normale funzionalità tiroidea e solo una piccola percentuale sviluppa una forma clinica.
Le donne hanno maggiori probabilità di soffrire della condizione rispetto agli uomini. Negli studi di popolazione, le donne hanno dimostrato di avere sette volte più la probabilità, rispetto agli uomini, di presentare livelli di TSH superiori a 10 mU/l. Ogni anno, tra il 2 e il 4% delle persone con ipotiroidismo subclinico progredirà a ipotiroidismo conclamato. Il rischio è maggiore nei pazienti con anticorpi antiperossidasi tiroidea. L'ipotiroidismo subclinico è valutato per coinvolgere circa il 2̬% dei bambini. Negli adulti l'ipotiroidismo subclinico è più comune negli anziani e nella razza caucasica. Vi è un tasso molto più elevato di disturbi della tiroide, l'ipotiroidismo è il più comune, nelle persone con sindrome di Down
, e la sindrome di Turner.
Una forma di ipotiroidismo molto grave e il coma da mixedema sono condizioni molto rare, con una incidenza stimata in 0,22 casi per milione di persone all'anno. La maggior parte dei casi si verifica nelle donne sopra i 60 anni di età, anche se può accadere in qualsiasi momento della vita.
La maggior parte dei casi di ipotiroidismo sono di natura primaria. L'ipotiroidismo centrale o secondario colpisce con un rapporto che varia da 1:20 000 a 1:80 000 della popolazione o circa uno su ogni mille persone già affette da ipotiroidismo.

## Segni e sintomi

Segni e sintomi dell'ipotiroidismo.

Le persone affette da ipotiroidismo spesso risultano essere asintomatiche o presentano solo lievi sintomi. Numerosi segni e sintomi sono associati con l'ipotiroidismo e possono essere correlati alla causa di fondo o agli effetti del deficit di ormoni tiroidei. La tiroidite di Hashimoto può presentarsi con la presenza di struma (gozzo) dovuto ad una tiroide ingrossata.
L'appetito del paziente è compromesso, facile affaticabilità, diminuzione della frequenza cardiaca, vi è un calo della libido, talvolta aumento di peso, stipsi, torpore mentale, eccessiva sonnolenza diurna (il paziente può arrivare a dormire 10-14 ore al giorno), intorpidimento muscolare che vede i muscoli rilasciarsi lentamente dopo contrazione, ridotto metabolismo di tutte le ghiandole endocrine con i relativi scompensi che ne derivano, menorragia e polimenorrea ovvero flussi mestruali eccessivi o eccessivamente frequenti. A volte può essere riscontrata ipoglicemia reattiva (un calo della glicemia dopo un pasto ricco di carboidrati, con sintomi come sonnolenza e ansietà).
Il quadro clinico dell'ipotiroidismo si ripete in maniera identica nelle diverse forme eziologiche. L'insufficienza tiroidea si caratterizza per il progredire di una riduzione funzionale abbastanza aspecifica che coinvolge l'organismo nella sua interezza e la gravità è proporzionale al deficit ormonale. La presentazione clinica è, comunque, fortemente condizionata dall'età del paziente: mentre nell'anziano le manifestazioni cliniche tendono ad essere più sfumate, in età evolutiva, accanto ai segni periferici della carenza tiroxinica, compaiono anche i segni di un deficit staturale ed intellettivo, che sono tanto maggiori quanto più precocemente è comparsa la patologia.
La progressiva riduzione dei processi metabolici coinvolge tutto l'organismo e si traduce in una ridotta produzione di calore con conseguente intolleranza al freddo ed in un ridotto metabolismo di glicosaminoglicani (GAG) che tendono pertanto ad accumularsi e, essendo marcatamente idrofili, a richiamare acqua, rendendo ragione dell'ispessimento, con edema non improntabile, di cute e sottocute (più evidente in corrispondenza delle regioni orbitarie e pretibiali), fino ad arrivare al quadro eclatante di mixedema. L'infiltrazione mixedematosa della lingua e delle corde vocali è, invece, responsabile della caratteristica voce rauca del paziente ipotiroideo. La riduzione delle attività metaboliche comporta anche una tendenza alla secchezza e fragilità della cute, dei capelli e delle unghie (tipica è la caduta delle sopracciglia in corrispondenza del loro terzo esterno) e ad un colorito grigiastro-giallastro della cute (dovuto all'ipercarotenemia).
Per quanto concerne gli effetti endocrinologici, invece, l'ipotiroidismo comporta, nella donna, alterazioni del ciclo mestruale che vanno dall'oligomenorrea all'amenorrea o all'iperpolimenorrea ed un aumentato rischio di abortività, mentre nell'uomo possono riscontrarsi una riduzione della libido e della potenza sessuale. Elevati livelli di TRH possono, inoltre, esercitare un'azione di stimolo sulla secrezione di prolattina che, unitamente alla ridotta clearance metabolica della prolattina stessa tipica del soggetto ipotiroideo, può determinare iperprolattinemia e galattorrea, che regrediscono rapidamente con l'inizio della terapia sostitutiva con ormone tiroideo. Da un punto di vista metabolico, invece, la diminuzione del consumo di ossigeno, del dispendio energetico basale e dell'utilizzo dei substrati metabolici comporta una diminuzione dell'appetito, una tendenza all'incremento ponderale ed alterazioni dell'assetto lipidico, in particolare un incremento del colesterolo totale, delle LDL e dei trigliceridi. In corso di ipotiroidismo vi è, inoltre, un rallentato assorbimento intestinale del glucosio e si riscontra una ridotta motilità intestinale con conseguente tendenza alla stipsi.
Per quanto concerne, invece, gli effetti sull'apparato cardiovascolare, il deficit di tiroxina si traduce in un effetto inotropo e cronotropo negativi, con conseguente riduzione della portata e della frequenza cardiaca, aumento delle resistenze vascolari periferiche, con riduzione della pressione differenziale e della perfusione tissutale. Negli stati più avanzati l'accumulo di mucopolisaccaridi favorisce la formazione di versamento pericardico e pleurico e si assiste ad un interessamento mixedematoso della muscolatura, anche respiratoria, con conseguente tendenza all'ipossia e all'ipercapnia. L'interessamento dell'apparato muscolare si traduce spesso in rigidità e dolorabilità ed a conferma di tale miopatia si riscontrano spesso elevati livelli di GOT e CPK.
Per quanto riguarda, invece, gli effetti ematologici, nell'ipotiroidismo è spesso presente una riduzione dell'eritropoiesi (per adeguamento al diminuito fabbisogno periferico di ossigeno), con conseguente moderata anemia
Nella tabella seguente sono riassunti i principali segni e sintomi:
| Sintomi                             | Segni                                               |
| ----------------------------------- | --------------------------------------------------- |
| Affaticamento                       | Pelle secca e ruvida                                |
| Sensazione di freddo                | Freddo alle estremità                               |
| Scarsa memoria e concentrazione     | Mixedema                                            |
| Costipazione                        | Perdita di capelli                                  |
| Aumento di peso con scarso appetito | Frequenza cardiaca rallentata                       |
| Fiato corto                         | Edema degli arti                                    |
| Voce rauca                          | Rilassamento ritardato dei riflessi tendinei        |
| Menorragia (e oligomenorrea)        | Sindrome del tunnel carpale                         |
| Parestesia                          | Versamento pleurico, ascite, versamento pericardico |
| Deficit nell'udito                  |                                                     |

Un ritardo nel rilassamento a seguito del test del riflesso del tendine della caviglia è un segno caratteristico dell'ipotiroidismo ed è associato con la gravità del deficit dell'ormone.

### Coma da mixedema
Il coma da mixedema è uno stato raro ma pericoloso per la vita dovuto ad una condizione molto grave di ipotiroidismo. Può accadere in coloro che soffrono di ipotiroidismo quando sviluppano altre patologie, ma può coincidere anche con la prima presentazione della condizione. Il coma da mixedema è caratterizzata da temperature molto basse del corpo ma non accompagnate da brividi, confusione, un battito cardiaco lento e depressione respiratoria. Vi possono essere segni fisici suggestivi di ipotiroidismo, come i cambiamenti della pelle o ingrossamento della lingua.

### Gravidanza
Anche un ipotiroidismo lieve o subclinico può causare fertilità ridotta e un aumento del rischio di aborto spontaneo. L'ipotiroidismo, durante le fasi iniziali della gravidanza, anche se in forma lieve o asintomatica, può aumentare il rischio di incorrere in pre-eclampsia, nascita di un bambino con deficit cognitivo e morte perinatale. Le donne accusano ipotiroidismo nello 0,3-0,5% delle gravidanze.

### Pediatria
Essendo gli ormoni tiroidei indispensabili per la neuronogenesi, per la migrazione neuronale, per la mielinizzazione, per la sinaptogenesi e per la neurotrasmissione si determina una condizione di alterato sviluppo neuronale.
I neonati con ipotiroidismo possono presentare un peso e una altezza alla nascita normale (anche se la testa può essere maggiore del previsto e la fontanella posteriore aperta). Alcuni possono accusare sonnolenza, diminuzione del tono muscolare, un pianto rauco, difficoltà di alimentazione, stipsi, una lingua allargata, ernia ombelicale, pelle secca, una temperatura corporea ridotta e ittero. La presenza del gozzo è raro, anche se si può sviluppare in seguito nei bambini che hanno una ghiandola tiroidea che non produce ormone tiroideo funzionante. Il gozzo può anche svilupparsi nei bambini che crescono in luoghi con carenza di iodio. Una crescita e sviluppo normali possono essere ritardati e la mancanza di un trattamento può portare ad un handicap mentale (QI da 6 a 15 punti inferiore nei casi più gravi). Altri problemi sono i seguenti: difficoltà nella coordinazione dei movimenti (atassia), tono muscolare ridotto, strabismo, diminuzione della capacità di attenzione e acquisizione ritardata delle capacità verbali.
Lo screening neonatale risulta importante, visto l'impatto grave già sulle prime fasi dello sviluppo fisico e mentale del bambino, e rende possibile un avvio tempestivo (entro due settimane dalla nascita) della terapia sostitutiva con levotiroxina in caso di riscontro. In Italia l’ipotiroidismo congenito colpisce circa 1 neonato ogni 2 000 e lo screening è obbligatorio secondo la Legge 5 febbraio 1992, n. 104, nell'ambito della medicina preventiva.
L’ipotiroidismo neonatale o congenito è causato da malformazioni della ghiandola, difetti nel sistema di regolazione o sintesi degli ormoni tiroidei, passaggio placentare di anticorpi bloccanti il recettore del TSH dalla madre al feto o esposizione a carenza di iodio.
Nelle epoche successive spesso si tratta di patologia acquisita a seguito di tiroidite autoimmune o asportazione della ghiandola. Nei bambini più grandi e negli adolescenti i sintomi di ipotiroidismo possono includere stanchezza, intolleranza al freddo, eccessiva sonnolenza diurna, debolezza muscolare, stipsi, un ritardo nella crescita, pallore, aumento dei peli corporei, cicli mestruali irregolari nelle ragazze e pubertà ritardata. I segni possono includere il rilassamento ritardato del riflesso tendineo della caviglia e un battito cardiaco lento. Il gozzo può essere presente con una ghiandola tiroidea completamente allargata. Tuttavia, a volte solo una parte della tiroide è allargata e può essere a carattere nodoso.

## Eziologia
L'ipotiroidismo è dovuto ad un'inadeguata funzionalità della stessa ghiandola (ipotiroidismo primario) o non sufficienti livelli di ormone tireostimolante (ipotiroidismo centrale). L'ipotiroidismo primario è circa mille volte più comune rispetto all'ipotiroidismo centrale.
La carenza di iodio è la più comune causa di ipotiroidismo primario e gozzo endemico in tutto il mondo. Nelle aree del pianeta con sufficiente iodio nella dieta, l'ipotiroidismo è più comunemente dovuto ad una malattia autoimmune, la tiroidite di Hashimoto (tiroidite cronica autoimmune). La Hashimoto può essere associata con il gozzo. Essa è caratterizzata da infiltrazioni della ghiandola tiroidea da linfociti T e anticorpi contro specifici antigeni tiroidei come ioduro perossidasi, tireoglobulina e il recettore TSH.
Dopo che una donna partorisce, nel circa il 5% di casi essa svilupperà tiroidite post-partum che può verificarsi fino a nove mesi dopo la nascita. Questa è caratterizzata da un breve periodo di ipertiroidismo seguito da un periodo di ipotiroidismo. Tra il 20% e il 40% di loro rimane in modo permanente ipotiroidea.
La tiroidite autoimmune è associata ad altre malattie immuno-mediate come il diabete mellito di tipo 1, l'anemia perniciosa, la miastenia grave, la malattia celiaca, l'artrite reumatoide e il lupus eritematoso sistemico. Si può verificare come parte della sindrome poliendocrina autoimmune (tipo 1 e tipo 2).
| Gruppo                  | Cause |
| ----------------------- | --- |
| Ipotiroidismo primario  | Mancanza di iodio (Paesi in via di sviluppo), tiroidite autoimmune, pregressa tiroidectomia, pregressa terapia con radioiodio, pregressa radioterapia a fascio esterno al collo Farmaci: stabilizzatori dell'umore basati su sali di litio, amiodarone, interferone-alfa, inibitori della tirosin-chinasi come il sunitinib |
| Ipotiroidismo centrale  | Lesioni compressive dell'ipofisi (adenoma ipofisario, craniofaringioma, meningioma, glioma, cisti della tasca di Rathke, metastasi, sindrome della sella vuota, aneurisma cerebrale della arteria carotide interna), chirurgia o radioterapia dell'ipofisi, droghe, traumi, malattie vascolari (apoplessia pituitaria, sindrome di Sheehan, emorragia subaracnoidea), malattie autoimmuni (ipofisite autoimmune, sindromi polighiandolari), malattie infiltrative (sovrabbondanza di ferro a causa di emocromatosi o talassemia, sarcoidosi, istiocitosi a cellule di Langerhans), condizioni congenite e infezioni (tubercolosi, micosi, sifilide) |
| Ipotiroidismo congenito | Disgenesia tiroidea (75%), dismorfogenesi tiroidea (20%), anticorpi materni o assunzione di iodio radioattivo Sindromi: mutazioni (in GNAS complex locus, PAX8, TTF-1/NKX2-1, TTF-2/FOXE1), sindrome di Pendred (associata con ipoacusia neurosensoriale) Condizioni transitorie: causate da carenza o eccesso di sodio materno, anticorpi anti recettore del TSH, alcuni disturbi congeniti, patologie neonatali Condizioni centrali: disfunzione ipofisaria (idiopatica, displasia setto-ottica, mancanza di PIT1, isolated TSH deficiency) |

## Patogenesi

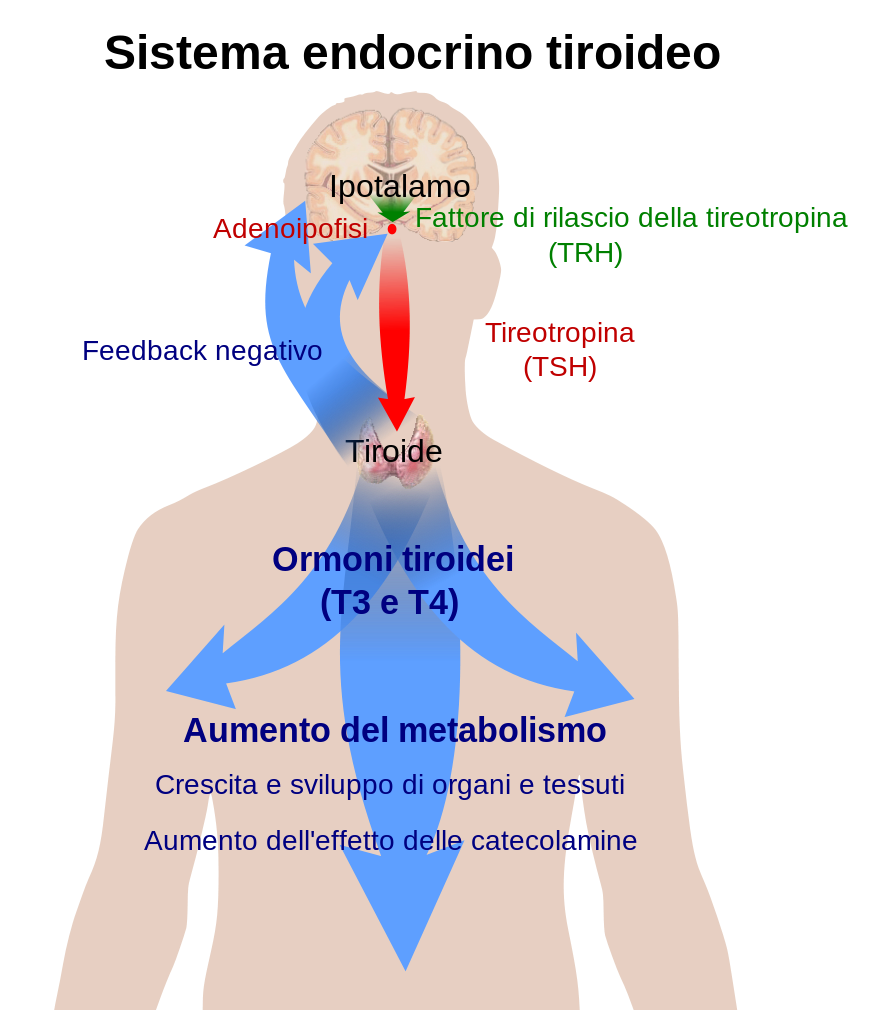
Schema dell'asse ipotalamo-ipofisi-tiroide. L'ipotalamo secerne TRH (verde), che stimola la produzione di TSH (rosso) da parte dell'ipofisi. Questa, a sua volta, stimola la produzione di tiroxina da parte della tiroide (blu). I livelli di tiroxina diminuiscono la produzione di TRH e TSH grazie ad un processo di feedback negativo.

Per il normale funzionamento dell'organismo è necessario l'ormone tiroideo. Quando si è sani, la tiroide secerne prevalentemente tiroxina (T4), che viene convertita, in altri organi, in triiodotironina (T3) grazie all'azione catalizzatrice dell'enzima iodotironina deiodinasi selenio-dipendente. La triiodotironina si lega al recettore degli ormoni tiroidei presente nel nucleo della cellula dove stimola l'espressione di particolari geni e quindi la produzione di proteine specifiche. Inoltre, l'ormone si lega all'integrina αvβ3 sulla membrana cellulare stimolando l'antiporto sodio-idrogeno ed alcuni processi come la formazione di vasi sanguigni e la crescita cellulare. Nel sangue, quasi tutto l'ormone tiroideo (99,97%) è legato alle proteine plasmatiche, come la globulina legante la tiroxina; solo l'ormone tiroideo libero non legato è biologicamente attivo.
La tiroide è l'unica fonte dell'ormone tiroideo nell'organismo. Per la sua produzione vi è la necessità di iodio e tirosina. Lo iodio viene preso dal flusso sanguigno e incorporato in molecole di tireoglobulina. Il processo è controllato dall'ormone tireostimolante (TSH, tireotropina), che viene secreto dall'ipofisi. La scarsità di iodio o l'insufficienza di TSH, può causare una diminuzione della produzione dell'ormone tiroideo.
L'asse ipotalamo-ipofisi-tiroide svolge un ruolo chiave nel mantenimento dei livelli degli ormoni tiroidei entro i limiti normali. La produzione di TSH dall'ipofisi anteriore è stimolata a sua volta dall'ormone di rilascio della tireotropina (TRH), rilasciato a sua volta dall'ipotalamo. La produzione di TSH e TRH diminuisce la tiroxina per mezzo di un processo di feedback negativo. L'insufficienza di TRH, che è rara, può portare a deficit di TSH e quindi di non sufficiente produzione di ormone tiroideo.
Più raramente l'ipotiroidismo può essere dovuto ad una resistenza periferica agli ormoni tiroidei per deficit recettoriali o post-recettoriali. Alterazioni genetiche dei geni codificanti il NIS (Sodium-iodide symporter) e la pendrina possono essere causa di ridotta produzione di ormoni tiroidei.
La gravidanza porta a notevoli cambiamenti nella fisiologia dell'ormone tiroideo. La tiroide aumenta di dimensione di circa il 10%, la produzione di tiroxina aumenta del 50% e la richiesta di iodio aumenta. Molte donne hanno comunque una funzionalità tiroidea normale, ma se hanno la prova immunologica di una autoimmunità tiroidea (come evidenziato dalla presenza di autoanticorpi) o sono carenti di iodio, svilupperanno i sintomi dell'ipotiroidismo prima o dopo il parto.

## Diagnosi
La valutazione tramite test di laboratorio dei livelli dell'ormone stimolante la tiroide, è considerato il miglior metodo iniziale per diagnosticare l'ipotiroidismo. Una seconda valutazione a distanza di alcune settimane, è generalmente richiesta come conferma. Tuttavia, tali livelli possono essere alterati nel caso di altre malattie e il test del TSH nelle persone ricoverate in ospedale è sconsigliato a meno che la disfunzione tiroidea non sia fortemente sospettata. Un livello di TSH elevato indica che la tiroide non produce abbastanza ormone tiroideo e spesso si misurano anche i livelli di T4 libero. La misurazione di T3 è sconsigliata nei casi di ipotiroidismo. Vi è una serie di scale di valutazione dei sintomi di ipotiroidismo che forniscono un certo grado di obiettività, ma tuttavia sono uno strumento limitato per la diagnosi.
| TSH           | T4      | Interpretazione           |
| ------------- | ------- | ------------------------- |
| Normale       | Normale | Funzione tiroidea normale |
| Elevato       | Basso   | Ipotiroidismo conclamato  |
| Normale/basso | Basso   | Ipotiroidismo centrale    |
| Elevato       | Normale | Ipotiroidismo subclinico  |

Molti casi di ipotiroidismo sono associati ad un lieve innalzamento nel sangue della creatinchinasi e degli enzimi epatici. Di norma, questi valori, ritornano alla normalità quando l'ipotiroidismo viene completamente trattato. Anche i livelli di colesterolo, della lipoproteine a bassa densità e della lipoproteina (a) possono essere elevati. L'impatto dell'ipotiroidismo subclinico sui parametri lipidici è però meno ben definito.
Una forma di ipotiroidismo molto grave e il coma da mixedema sono tipicamente associati a bassi livelli di sodio nel sangue e un aumento dell'ormone antidiuretico, così come una insufficienza renale acuta.
Una diagnosi di ipotiroidismo privo, alla palpazione, di noduli o masse rilevabili all'interno della ghiandola tiroidea, non necessita di imaging tiroideo. La presenza di anticorpi anti ioduro perossidasi rende più probabile che i noduli tiroidei siano causati da tiroidite autoimmune, ma se vi sono dubbi, una agobiopsia può essere indicata.
Se il livello di TSH è normale o basso ed i livelli sierici di T4 libero sono bassi, il quadro è indicativo di ipotiroidismo centrale (secrezione non sufficiente di TSH o TRH da parte dell'ipofisi o dell'ipotalamo). Vi possono essere altre caratteristiche proprie dell'ipopituitarismo, come le anomalie del ciclo mestruale e l'insufficienza surrenalica. Ci potrebbe anche essere la presenza di una massa ipofisaria, come cefalea e disturbi alla vista. L'ipotiroidismo centrale dovrebbe essere studiato ulteriormente per determinare la causa sottostante.

### Ipotiroidismo subclinico
Nell'ipotiroidismo primario palese i livelli di TSH sono elevati mentre i livelli di T4 e T3 risultano bassi. Il TSH in genere aumenta dopo la discesa dei livelli di T4 e T3. L'ipotiroidismo subclinico è una forma più lieve di ipotiroidismo caratterizzato da un elevato livello di TSH sierico, ma con un livello normale di tiroxina libera. La presentazione dell'ipotiroidismo subclinico è variabile e i classici segni e sintomi di ipotiroidismo non possono essere osservati. Tra gli individui con ipotiroidismo subclinico, una percentuale svilupperà ipotiroidismo manifesto ogni anno. In coloro con anticorpi contro la perossidasi tiroidea (TPO) rilevabili ciò avviene nel 4,3% dei casi, mentre in coloro senza anticorpi rilevabili si verifica nel 2,6% dei casi. Quelli con ipotiroidismo subclinico e anticorpi TPO rilevabili che non richiedono un trattamento dovrebbe eseguire un test di funzionalità tiroidea ripetuto più frequentemente (ad esempio annualmente) rispetto a coloro che non hanno anticorpi.

### Gravidanza
La gravidanza porta a notevoli cambiamenti nella fisiologia dell'ormone tiroideo. La ghiandola aumenta le dimensioni del 10%, la produzione di tiroxina aumenta del 50% e il fabbisogno di iodio aumenta. Molte donne presentano una funzionalità tiroidea normale, ma possono avere la prova immunologica della autoimmunità tiroidea (come evidenziato dalla presenza di autoanticorpi) o sono carenti di iodio, e sviluppare i segni dell'ipotiroidismo prima o dopo il parto.
In gravidanza, i livelli di tiroxina libera possono essere inferiori a quelli previsti, a causa del maggiore legame con le globuline leganti tiroxina e una diminuzione del legame con l'albumina. Per la diagnosi essi devono essere corretti per lo stadio della gravidanza oppure devono essere considerati i livelli complessivi di tiroxina. I valori di TSH possono anche essere inferiori al normale (in particolare nel primo trimestre di gestazione).
In gravidanza, l'ipotiroidismo subclinico è definito come un TSH tra i 2,5 e i 10 mIU/l con un normale livello di tiroxina, mentre le donne con un TSH sopra 10 mIU/l sono considerati casi di ipotiroidismo conclamato anche se il livello tiroxina è normale. La presenza degli anticorpi anti TPO possono essere importanti nel prendere decisioni sul trattamento e pertanto dovrebbe essere determinata nelle donne con test di funzionalità tiroidea anormale.
La determinazione degli anticorpi TPO può essere considerata come parte della valutazione in seguito ad aborto spontaneo ricorrente. Tuttavia questa raccomandazione non è accettata universalmente e la presenza di anticorpi anti perossidasi tiroidea non può predire anti-tiroide non può predire l'esito futuro.

### Endocrinopatie con effetti comuni con l'ipotiroidismo
Alcuni dei sintomi dell'ipotiroidismo (quali ad esempio astenia, aumento di peso, perdita di massa muscolare e della libido, depressione) sono comuni ad altre endocrinopatie altrettanto diffuse quali ad esempio l'ipogonadismo (carenza di testosterone) e la sindrome di Cushing.
Se si sospetta ipotiroidismo è sempre bene verificare anche i livelli di ACTH, GH, fattore di crescita insulino-simile, cortisolo (plasmatico e urinario), LH, FSH, testosterone libero e totale.

## Prevenzione
L'ipotiroidismo può essere evitato con l'aggiunta dello iodio agli alimenti di uso comune. L'adozione di questa misura come intervento di sanità pubblica ha permesso di eliminare l'ipotiroidismo endemico infantile nei paesi dove prima era frequente. Oltre a promuovere il consumo di alimenti ricchi di iodio, come i latticini e il pesce, molti paesi sono intervenuti con la iodizzazione universale del sale (USI). Grazie agli incoraggiamenti della Organizzazione mondiale della sanità, 130 paesi hanno un programma USI e il 70% della popolazione mondiale riceve sale iodato. In alcuni paesi, il sale iodato viene aggiunto al pane. Nonostante ciò, la carenza di iodio è ricomparsa in alcuni paesi occidentali come risultato dei tentativi di ridurre il consumo del sale.
Le donne incinte e che allattano, il cui fabbisogno di iodio è più elevato, possono sperimentarne una mancanza. Si raccomanda pertanto l'assunzione di una dose giornaliera di 250 mcg. Siccome molte donne non raggiungono questo obiettivo dalla sola alimentazione, l'American Thyroid Association raccomanda un supplemento di 150 mcg giornaliero da prendere per os.

## Trattamento

### Terapia ormonale sostitutiva
La terapia dell'ipotiroidismo si basa sulla somministrazione di ormone tiroideo, con lo scopo di ristabilire e mantenere una condizione di eutiroidismo, normalizzando le concentrazioni sieriche di TSH e T4 libero. Il trattamento avviene mediante somministrazione di tiroxina sintetica a lunga durata d'azione, nota come levotiroxina (L-tiroxina). Nei giovani e nelle persone con ipotiroidismo manifesto ma altrimenti sane, una dose completa può essere assunta immediatamente. Negli anziani e in coloro che soffrono di malattie cardiache, si raccomanda una dose iniziale più bassa per evitare una sopra integrazione e il rischio di complicanze. Dosi inferiori possono essere sufficienti in coloro con ipotiroidismo subclinico, mentre le persone con ipotiroidismo centrale possono richiederne una più elevata rispetto alla dose media.
I livelli ematici di tiroxina e di TSH libero vengono monitorati per determinare se la dose sia sufficiente. Questo viene fatto da 4 a 8 settimane dopo l'inizio del trattamento o quando vi è un cambiamento del dosaggio della levotiroxina. Una volta che il dosaggio adeguato è stato stabilito, i test possono essere ripetuti dopo 6 e poi 12 mesi, salvo se si presenta un cambiamento dei sintomi. Negli individui con ipotiroidismo centrale o secondario, la misurazione di TSH non è un indicatore affidabile per la sostituzione ormonale e le decisioni su trattamento si basano principalmente sul livello di T4 libero. Nelle formulazioni in compresse è consigliato assumere la levotiroxina da 30 a 60 minuti prima della colazione o quattro ore dopo i pasti in quanto alcune sostanze, come il calcio, possono inibirne l'assorbimento. Tale problema viene parzialmente superato dall'introduzione di formulazioni liquide in soluzione orale, che hanno permeazione fino al 30% più rapida e riducono il rischio di interazione con cibi e bevande assunte in tempi ravvicinati al farmaco.
Non vi è alcun modo diretto per aumentare la secrezione di ormone tiroideo dalla tiroide.
Nel paziente adulto le dosi di T4 con cui iniziare un trattamento sostitutivo, oscillano tra 1 µg/kg/die, nel caso dell'ipotiroidismo sub-clinico, e 1,6 µg/kg/die, nel caso dell'ipotiroidismo conclamato, soprattutto se il paziente è tireoprivo. Tuttavia la posologia va adattata sulla base dei valori di TSH (determinato con metodo di 3ª generazione) raggiunti, con l'obiettivo terapeutico di riportarli nei limiti della norma. L'obiettivo terapeutico, una volta iniziata la terapia sostitutiva, dovrebbe essere quello di mantenere il TSH nel range di 0,5-2 μU/ml.

#### Liotironina

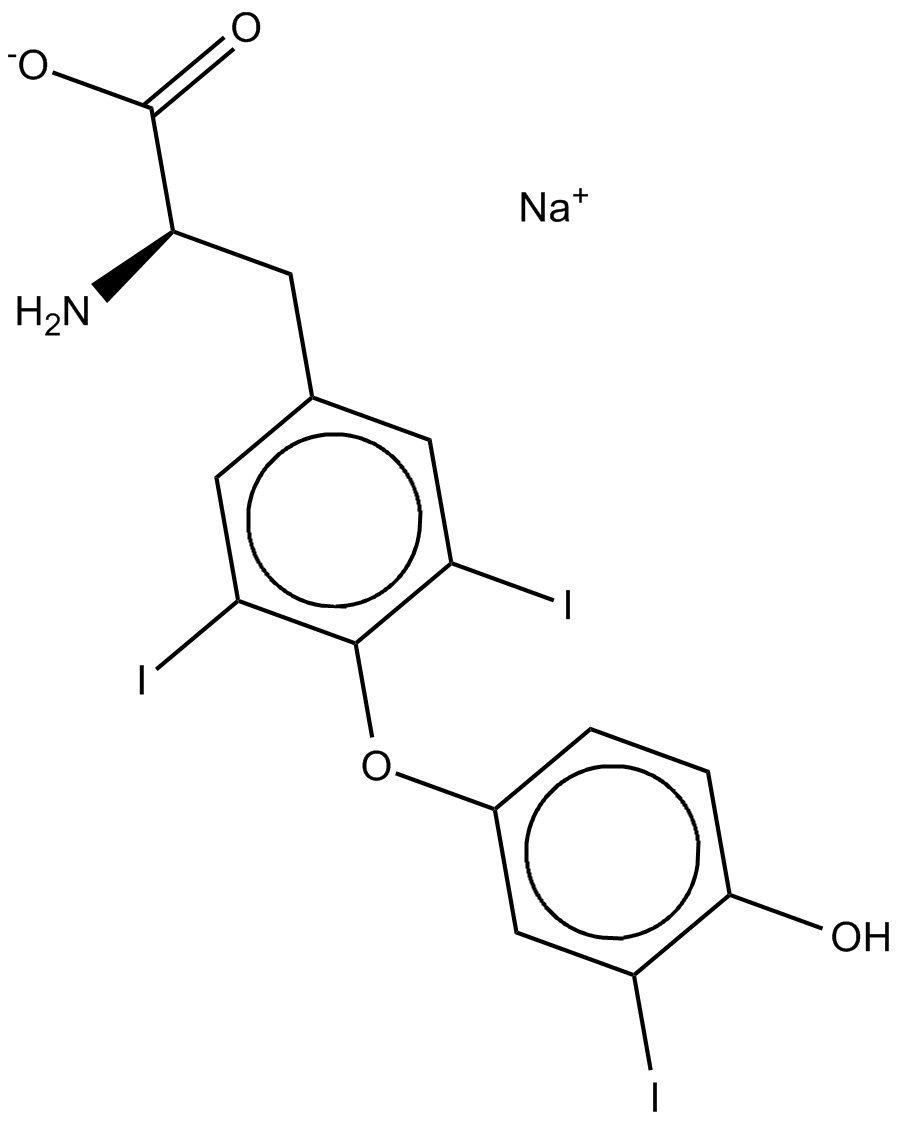
Formula chimica della liotironina.

L'aggiunta della liotironina (T3 sintetico) alla levotiroxina è una strategia suggerita come misura per controllare meglio i sintomi, ma tuttavia ciò non è stato confermato da studi al riguardo. Nel 2007, la British Thyroid Association ha dichiarato che la terapia combinata con T4 e T3 ha portato ad un più alto tasso di effetti collaterali e a nessun vantaggio rispetto al T4 da solo. Allo stesso modo, le linee guida statunitense scoraggiano la terapia combinata, proprio per mancanza di prove certe, anche se riconoscono che alcuni casi abbiano tratto beneficio da questo approccio. Il trattamento con la sola liotironina non è suffragato da abbastanza studi al riguardo ed inoltre, a causa della sua breve emivita, deve essere assunta più frequentemente.
Tra i medicinali contenenti liotironina comunemente utilizzati troviamo il Liotrix.

#### Estratto di tiroide animale
La somministrazione di estratto animale, più comunemente da suini, di tiroide essiccata è una terapia di combinazione, contenente forme di T4 e T3. Inoltre essa contiene calcitonina (un ormone prodotto dalla tiroide e coinvolto nella regolazione dei livelli di calcio), T1 e T2. Questi elementi non sono presenti nei farmaci sintetici. Questo approccio una volta era il trattamento fondamentale, ma al 2013 esso non è supportato da sufficienti prove al riguardo. La British Thyroid Association e le linee guida professionali statunitensi ne scoraggiano l'uso.

### Ipotiroidismo subclinico
Vi sono poche prove se vi sia un beneficio dal trattamento dell'ipotiroidismo subclinico e se questo compensa i rischi correlati. Un ipotiroidismo subclinico non trattato può essere associato ad un modesto aumento del rischio di malattia coronarica. Una review sistematica del 2007 non ha trovato alcun beneficio dalla sostituzione dell'ormone tiroideo ad eccezione di "alcuni parametri dei profili lipidici e della funzionalità ventricolare sinistra".
A partire dal 2008, la comunità scientifica internazionale si è orientata sul considerare non richiedenti trattamento le persone con TSH inferiore ai 10 μU/ml. Le linee guida statunitensi raccomandano che il trattamento sia comunque considerato per un livello di TSH compreso tra 4,5 e 10 μU/ml nelle persone con sintomi di ipotiroidismo, anticorpi contro perossidasi tiroidea rilevabili, una storia di malattia cardiaca o che hanno un rischio aumentato di incorrerci.

### Coma da mixedema
I casi di coma da mixedema richiedono solitamente il ricovero in terapia intensiva, il trattamento delle problematiche relative alla respirazione, il controllo della temperatura corporea, della pressione sanguigna e dei livelli di sodio. La ventilazione artificiale può rendersi necessaria, come la somministrazione di liquidi, di vasopressori e di corticosteroidi (per una eventuale insufficienza surrenalica che può verificarsi con l'ipotiroidismo). La correzione accurata dei bassi livelli di sodio può essere realizzata con soluzioni saline ipertoniche o antagonisti dei recettori della vasopressina. Per un rapido trattamento dell'ipotiroidismo, la levotiroxina o la liotironina possono essere somministrate per via endovenosa, in particolare se il livello di coscienza è troppo basso perché il farmaco possa essere ingoiato in maniera sicura.

### Gravidanza
Alle donne con ipotiroidismo noto che affrontano una gravidanza, si raccomanda che i livelli sierici di TSH siano strettamente monitorati. La levotiroxina deve essere utilizzata per mantenere i livelli di TSH entro il range normale per il primo trimestre. Il range normale per il primo trimestre è inferiore a 2,5 mIU/L e per il secondo e per il terzo trimestre è inferiore a 3,0 mIU/L. Il trattamento deve essere guidato dai livelli di totali di tiroxina e non da quelli di tiroxina libera. I risultati dovrebbero essere interpretati secondo il range di riferimento appropriato per quella fase della gravidanza. La dose di levotiroxina abituale solitamente deve essere aumentata dopo che la gravidanza è confermata.
Le donne con anticorpi anti-TPO che cercano di rimanere incinte (naturalmente o tramite procreazione assistita) possono richiedere la supplementazione di ormone tiroideo, anche se il livello di TSH è normale. Ciò è particolarmente vero se hanno avuto aborti precedenti o hanno avuto ipotiroidismo in passato. L'assunzione di levotiroxina integrativa può ridurre il rischio di parto pretermine e la possibilità di incorrere in aborto spontaneo. Tale raccomandazione è più forte nelle donne in gravidanza con ipotiroidismo subclinico (definito come TSH tra i 2,5 e i 10 mIU/l) che sono anti-TPO positive, in considerazione del rischio di ipotiroidismo manifesto. Se viene presa la decisione di non procedere al trattamento, si raccomanda un attento monitoraggio della funzionalità tiroidea (ogni 4 settimane nelle prime 20 settimane di gravidanza). Se non risulta anti-TPO positiva, il trattamento per l'ipotiroidismo subclinico non è attualmente raccomandato.

## Negli animali

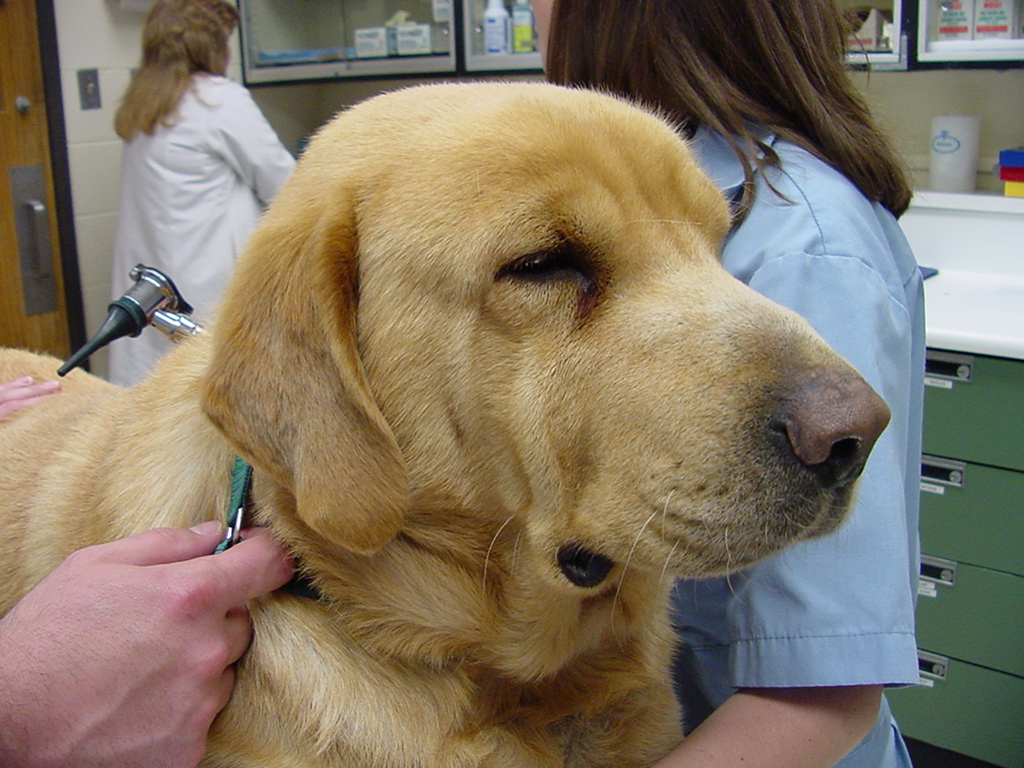
Cambiamenti caratteristici della pelle del viso di un Labrador Retriever affetto da ipotiroidismo.

Nella pratica veterinaria, i cani sono le specie più frequentemente colpite da ipotiroidismo. La maggior parte dei casi si verifica per un ipotiroidismo primario, di cui due tipi sono riconosciuti: tiroidite linfocitica, che è probabilmente di origine autoimmune e porta alla distruzione e alla fibrosi della ghiandola tiroidea, e l'atrofia idiopatica che porta ad una progressiva sostituzione della ghiandola con tessuto adiposo. Spesso si presentano letargia, intolleranza al freddo, affaticamento nell'esercizio e un aumento di peso. Inoltre, cambiamenti nella pelle e problematiche legate alla fertilità sono frequenti, nonché una serie di altri sintomi. I segni di mixedema possono essere notati nei cani, soprattutto con pieghe della pelle sulla fronte e talvolta si hanno anche casi di coma da mixedema. La diagnosi può essere confermata da analisi del sangue; la sola valutazione clinica può portare a sovradiagnosi. La tiroidite linfocitaria è associata al rilevamento di anticorpi anti-tireoglobulina, anche se ciò avviene ad uno stadio avanzato della malattia. Il trattamento consiste nella somministrazione sostitutiva dell'ormone tiroideo.
Gatti e cavalli sono meno comunemente colpiti, così come altri grandi animali domestici. Nei gatti l'ipotiroidismo è di solito il risultato di altre cure mediche, come la chirurgia o la radioterapia. Nei cavalli più giovani, casi di ipotiroidismo congenito sono stati rilevati principalmente in Canada occidentale e sono stati correlati con la dieta del genitore femmina.

## Distiroidismo
Vi è poi una condizione nella quale convivono, apparentemente paradossalmente, in proporzione variabile, i sintomi sia dell'ipotiroidismo sia quelli dell'ipertiroidismo, condizione probabilmente causata dallo squilibrio in senso reciprocamente opposto dei diversi tipi di ormoni tiroidei. Qualora si sospetti una patologia tiroidea, questa apparente incoerenza nei vari sintomi contrapposti può indurre in diagnosi errate, in tal caso si parla di distiroidismo. Il distiroidismo può avere effetti sulla funzione cardiaca e dare sintomi quali affanno, tachicardia fino allo scompenso cardiaco.